# Rotterdam Open 1998 - Qualificazioni singolare
Le qualificazioni del singolare del Rotterdam Open 1998 sono state un torneo di tennis preliminare per accedere alla fase finale della manifestazione. I vincitori dell'ultimo turno sono entrati di diritto nel tabellone principale. In caso di ritiro di uno o più giocatori aventi diritto a questi sono subentrati i lucky loser, ossia i giocatori che hanno perso nell'ultimo turno ma che avevano una classifica più alta rispetto agli altri partecipanti che avevano comunque perso nel turno finale.
Le qualificazioni del torneo prevedevano 32 partecipanti di cui 4 sono entrati nel tabellone principale.

## Teste di serie
1. Kenneth Carlsen (Qualificato)
2. David Prinosil (primo turno)
3. Renzo Furlan (primo turno)
4. Marzio Martelli (secondo turno)

1. Ján Krošlák (primo turno)
2. Cristiano Caratti (secondo turno)
3. Francisco Roig (secondo turno)
4. Davide Scala (ultimo turno)

## Qualificati
1. Kenneth Carlsen
2. Adrian Voinea

1. Tomás Carbonell
2. Raemon Sluiter

## Tabellone

### Legenda
| - Q = Qualificato - WC = Wild card - LL = Lucky loser | - ALT = Alternate - SE = Special Exempt - PR = Protected Ranking | - w/o = Walkover - r = Ritirato - d = Squalificato |

### Sezione 1
|  | Primo turno     | Primo turno     | Primo turno     | Primo turno | Primo turno |  |  | Secondo turno | Secondo turno   | Secondo turno   | Secondo turno | Secondo turno |   |   | Ultimo turno | Ultimo turno    | Ultimo turno    | Ultimo turno | Ultimo turno |  |
|  |                 |                 |                 |             |             |  |  |               |                 |                 |               |               |   |   |              |                 |                 |              |              |  |
|  | 1               | Kenneth Carlsen | 4               | 7           | 6           |  |  |               |                 |                 |               |               |   |   |              |                 |                 |              |              |  |
|  |                 | Oren Motevassel | 6               | 5           | 2           |  |  | 1             | Kenneth Carlsen | Kenneth Carlsen | 6             | 6             |   |   |              |                 |                 |              |              |  |
|  | Răzvan Sabău    | Răzvan Sabău    | 1               | 6           | 6           |  |  |               | Răzvan Sabău    | Răzvan Sabău    | 4             | 1             |   |   |              |                 |                 |              |              |  |
|  | Martin Verkerk  | Martin Verkerk  | 6               | 4           | 1           |  |  |               |                 |                 |               |               |   |   | 1            | Kenneth Carlsen | Kenneth Carlsen | 7            | 6            |  |
|  | Nicklas Kulti   | Nicklas Kulti   | Nicklas Kulti   | 6           | 6           |  |  |               |                 | 8               | Davide Scala  | Davide Scala  | 5 | 2 |              |                 |                 |              |              |  |
|  | Gordon Bergraaf | Gordon Bergraaf | Gordon Bergraaf | 2           | 2           |  |  |               | Nicklas Kulti   | Nicklas Kulti   | 2             | 6             |   |   |              |                 |                 |              |              |  |
|  | 8               | Davide Scala    | Davide Scala    | 6           | 6           |  |  | 8             | Davide Scala    | Davide Scala    | 6             | 7             |   |   |              |                 |                 |              |              |  |
|  |                 | Razvan Iliescu  | Razvan Iliescu  | 3           | 3           |  |  |               |                 |                 |               |               |   |   |              |                 |                 |              |              |  |

### Sezione 2
|  | Primo turno       | Primo turno         | Primo turno       | Primo turno | Primo turno |  |  | Secondo turno       | Secondo turno       | Secondo turno       | Secondo turno | Secondo turno |   |   | Ultimo turno        | Ultimo turno        | Ultimo turno | Ultimo turno | Ultimo turno |  |
|  |                   |                     |                   |             |             |  |  |                     |                     |                     |               |               |   |   |                     |                     |              |              |              |  |
|  |                   | Stefano Pescosolido | 1                 | 6           | 6           |  |  |                     |                     |                     |               |               |   |   |                     |                     |              |              |              |  |
|  | 2                 | David Prinosil      | 6                 | 2           | 4           |  |  | Stefano Pescosolido | Stefano Pescosolido | Stefano Pescosolido | 6             | 7             |   |   |                     |                     |              |              |              |  |
|  | Martijn Belgraver | Martijn Belgraver   | Martijn Belgraver | 6           | 6           |  |  | Martijn Belgraver   | Martijn Belgraver   | Martijn Belgraver   | 0             | 5             |   |   |                     |                     |              |              |              |  |
|  | Tom Vanhoudt      | Tom Vanhoudt        | Tom Vanhoudt      | 4           | 1           |  |  |                     |                     |                     |               |               |   |   | Stefano Pescosolido | Stefano Pescosolido | 6            | 1            | 2            |  |
|  | Adrian Voinea     | Adrian Voinea       | 3                 | 6           | 6           |  |  |                     |                     | Adrian Voinea       | Adrian Voinea | 3             | 6 | 6 |                     |                     |              |              |              |  |
|  | Bobbie Altelaar   | Bobbie Altelaar     | 6                 | 1           | 2           |  |  |                     | Adrian Voinea       | Adrian Voinea       | 6             | 6             |   |   |                     |                     |              |              |              |  |
|  | 7                 | Francisco Roig      | 6                 | 6           | 7           |  |  | 7                   | Francisco Roig      | Francisco Roig      | 4             | 3             |   |   |                     |                     |              |              |              |  |
|  |                   | Aleksandar Kitinov  | 3                 | 7           | 5           |  |  |                     |                     |                     |               |               |   |   |                     |                     |              |              |              |  |

### Sezione 3
|  | Primo turno            | Primo turno            | Primo turno     | Primo turno | Primo turno |  |  | Secondo turno | Secondo turno     | Secondo turno     | Secondo turno   | Secondo turno   |   |   | Ultimo turno  | Ultimo turno  | Ultimo turno  | Ultimo turno | Ultimo turno |  |
|  |                        |                        |                 |             |             |  |  |               |                   |                   |                 |                 |   |   |               |               |               |              |              |  |
|  |                        | David Nainkin          | 2               | 6           | 3           |  |  |               |                   |                   |                 |                 |   |   |               |               |               |              |              |  |
|  | 3                      | Renzo Furlan           | 6               | 3           | 0r          |  |  | David Nainkin | David Nainkin     | David Nainkin     | 7               | 6               |   |   |               |               |               |              |              |  |
|  | Fernon Wibier          | Fernon Wibier          | 6               | 3           | 7           |  |  | Fernon Wibier | Fernon Wibier     | Fernon Wibier     | 6               | 3               |   |   |               |               |               |              |              |  |
|  | Jean-François Bachelot | Jean-François Bachelot | 1               | 6           | 6           |  |  |               |                   |                   |                 |                 |   |   | David Nainkin | David Nainkin | David Nainkin | 2            | 6            |  |
|  | Tomás Carbonell        | Tomás Carbonell        | Tomás Carbonell | 6           | 7           |  |  |               |                   | Tomás Carbonell   | Tomás Carbonell | Tomás Carbonell | 6 | 7 |               |               |               |              |              |  |
|  | Nicolas Thomann        | Nicolas Thomann        | Nicolas Thomann | 4           | 6           |  |  |               | Tomás Carbonell   | Tomás Carbonell   | 6               | 6               |   |   |               |               |               |              |              |  |
|  | 6                      | Cristiano Caratti      | 6               | 2           | 6           |  |  | 6             | Cristiano Caratti | Cristiano Caratti | 3               | 1               |   |   |               |               |               |              |              |  |
|  |                        | Melle Van Gemerden     | 1               | 6           | 3           |  |  |               |                   |                   |                 |                 |   |   |               |               |               |              |              |  |

### Sezione 4
|  | Primo turno       | Primo turno       | Primo turno       | Primo turno | Primo turno |  |  | Secondo turno     | Secondo turno     | Secondo turno     | Secondo turno  | Secondo turno  |   |   | Ultimo turno | Ultimo turno | Ultimo turno | Ultimo turno | Ultimo turno |  |
|  |                   |                   |                   |             |             |  |  |                   |                   |                   |                |                |   |   |              |              |              |              |              |  |
|  | 4                 | Marzio Martelli   | Marzio Martelli   | 6           | 6           |  |  |                   |                   |                   |                |                |   |   |              |              |              |              |              |  |
|  |                   | Nicolas Coutelot  | Nicolas Coutelot  | 2           | 2           |  |  | 4                 | Marzio Martelli   | 4                 | 6              | 4              |   |   |              |              |              |              |              |  |
|  | Sander Groen      | Sander Groen      | 6                 | 6           | 6           |  |  |                   | Sander Groen      | 6                 | 1              | 6              |   |   |              |              |              |              |              |  |
|  | Timothy Aerts     | Timothy Aerts     | 7                 | 1           | 4           |  |  |                   |                   |                   |                |                |   |   | Sander Groen | Sander Groen | Sander Groen | 4            | 0            |  |
|  | Wesley Whitehouse | Wesley Whitehouse | Wesley Whitehouse | 7           | 6           |  |  |                   |                   | Raemon Sluiter    | Raemon Sluiter | Raemon Sluiter | 6 | 6 |              |              |              |              |              |  |
|  | Huib Troost       | Huib Troost       | Huib Troost       | 6           | 4           |  |  | Wesley Whitehouse | Wesley Whitehouse | Wesley Whitehouse | 5              | 4              |   |   |              |              |              |              |              |  |
|  |                   | Raemon Sluiter    | 6                 | 6           | 7           |  |  | Raemon Sluiter    | Raemon Sluiter    | Raemon Sluiter    | 7              | 6              |   |   |              |              |              |              |              |  |
|  | 5                 | Ján Krošlák       | 7                 | 3           | 5           |  |  |                   |                   |                   |                |                |   |   |              |              |              |              |              |  |